# Topola (województwo kujawsko-pomorskie)
Topola – wieś w Polsce położona w województwie kujawsko-pomorskim, w powiecie inowrocławskim, w gminie Rojewo.

## Podział administracyjny
W latach 1975–1998 miejscowość położona była w województwie bydgoskim.

## Demografia
Według Narodowego Spisu Powszechnego (III 2011 r.) wieś liczyła 268 mieszkańców. Jest szóstą co do wielkości miejscowością gminy Rojewo.